# Pittore di Amykos

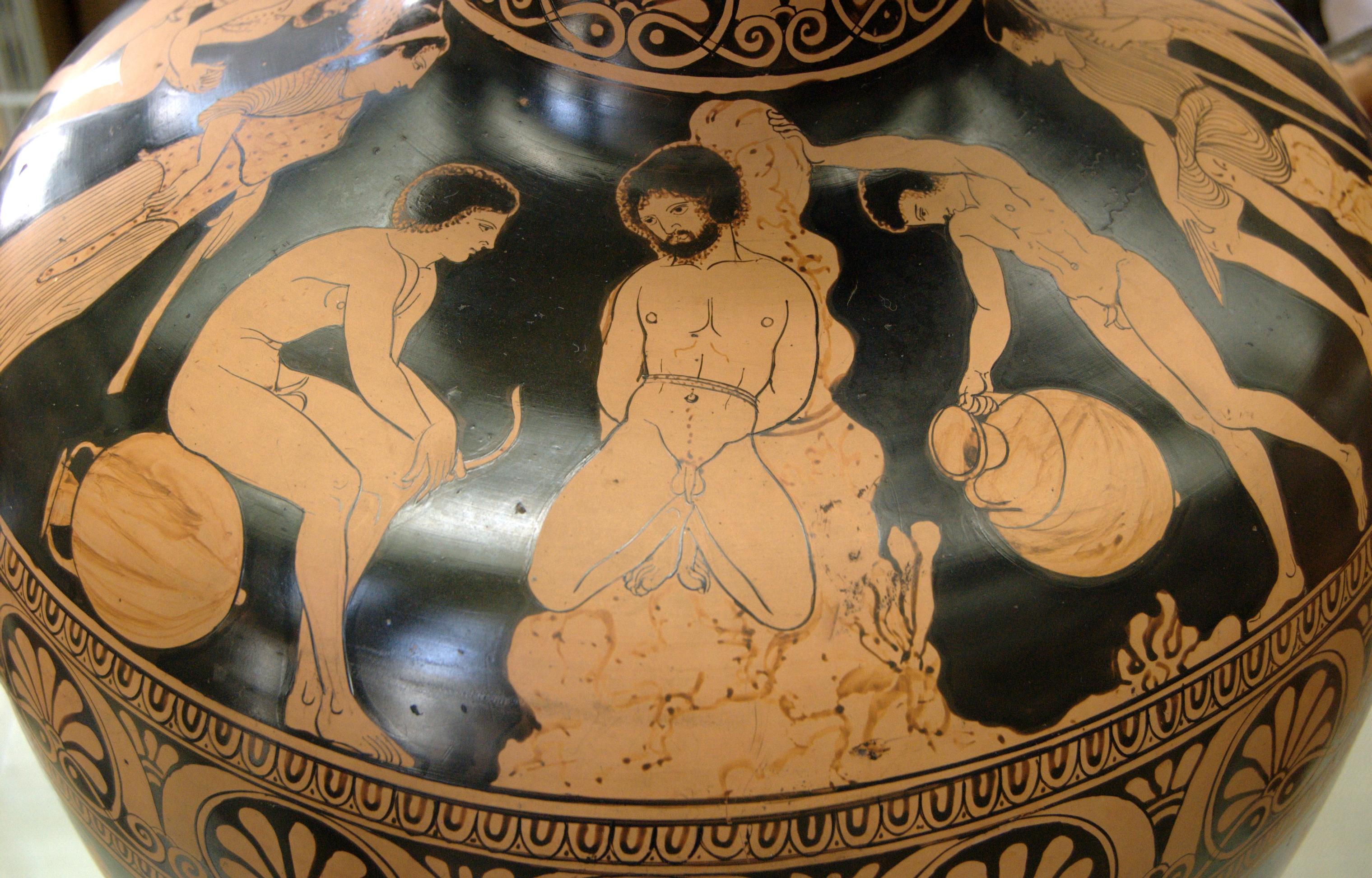
Amico legato dagli Argonauti opera del Pittore di Amykos, datata tra 425 e il 400 a.C. e conservata nella seconda stanza del piano principale del Musée des monnaies, médailles et antiques di Parigi.

Pittore di Amykos (fl. 420 a.C. / 400 a.C.) è il nome convenzionale assegnato ad un ceramografo protoitaliota (appartenente al cosiddetto gruppo protolucano), specializzato nella tecnica della ceramica a figure rosse.

## Stile e attività
Viste le notevoli affinità stilistiche della sua prima fase di attività alla produzione del Pittore di Pisticci, la maggior parte degli studiosi suppone che i due abbiano lavorato – almeno inizialmente – nella medesima officina, e che il Pittore di Amykos sia stato allievo del Pittore di Pisticci.
L'artista è stato così chiamato da una hydria lucana sulla cui spalla è raffigurato Amykos legato dagli Argonauti ed oggi conservata al Musée des monnaies, médailles et antiques di Parigi che gli viene attribuita. 
Oltre alla citata opera ritraente Amykos, al Pittore di Amykos sono state attribuite all'incirca altre 230 opere, tra cui un cratere a campana raffigurante Sileno e due Menadi. 
Oltre alle scene di ispirazione mitologica, un altro dei temi ricorrenti nella produzione del ceramografo è la rappresentazione degli atleti, nei quali meglio si manifesta lo sforzo di adattare alla pittura su ceramica gli studi policletei sulla figura, in particolare il chiasmo.
Al pittore di Amykos si devono, inoltre, le prime nestorides italiote, vasi con anse sopraelevate la cui forma è un adattamento della trozzella, forma vascolare tipicamente indigena.